# Gobert d'Aspremont
Pour la commune de Picardie, voir Saint-Gobert.
Pour les articles homonymes, voir Gobert.

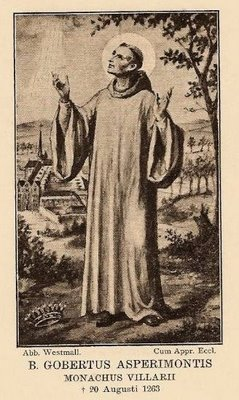
Image pieuse du Bienheureux Gobert

Le bienheureux Gobert d'Aspremont, né vers 1187 et décédé à l’abbaye de Villers-en-Brabant le 20 août 1263, est un chevalier croisé, devenu moine cistercien à l’abbaye de Villers-en-Brabant. Contemporain de Sainte Julienne de Cornillon, il est considéré comme saint dans le ménologe cistercien et sa fête liturgique est célébrée régionalement le 20 août.

## Biographie
Fils cadet de Geoffroi Ier d'Aspremont et d'Elisabeth de Dampierre et neveu du comte de Flandre, Guy de Dampierre, Gobert est élevé dans la tradition chevaleresque. S'il n'est pas destiné à hériter, son père le choisit comme prochain seigneur d'Aspremont car il avait plus de disposition pour le métier des armes que son aîné, Jean, qui fut évêque de Verdun, de 1217 à 1224, avant de devenir évêque de Metz.
Après s'être distingué pendant toute sa jeunesse par sa bravoure et son intelligence au combat, Gobert devint seigneur d'Aspremont. Jeune chevalier, il se met au service du roi de France et participe à la croisade contre les Albigeois. Il suit ensuite l’empereur Frédéric II dans sa croisade en Palestine (6e croisade). Lorsqu'il apprend que l'empereur souhaite reprendre le contrôle de Saint-Jean-d'Acre des mains des Ordres Militaires, Gobert rejoint les Hospitaliers et les Templiers avec bon nombre de soldats. À la vue de la bannière des Aspremont sur les murs de la cité, Frédéric II recule et laisse la cité tranquille. 
D'abord croisé, Gobert devient ensuite pèlerin en se rendant à Jérusalem afin d'y vénérer le tombeau du Christ.
Il quitte ensuite la Terre Sainte et part effectuer un deuxième pèlerinage, celui de Saint-Jacques-de-Compostelle.
Revenu dans son pays en 1230, il doit faire face au comte de Bar qui avait profité de son absence pour saccager ses terres et assiéger la ville de Metz où son frère, Jean, l'appela à l'aide. 
Ensuite, il abandonne le métier des armes, se retire à l'abbaye de Villers-en-Brabant et reçoit l’habit cistercien en 1237. Il est pour quelque temps ermite en Picardie. Il se distingue par une grande austérité de vie et une profonde dévotion pour la Vierge-Marie. Il meurt le 20 août 1263 à l’Abbaye de Villers où l’on peut encore voir son gisant. 
.

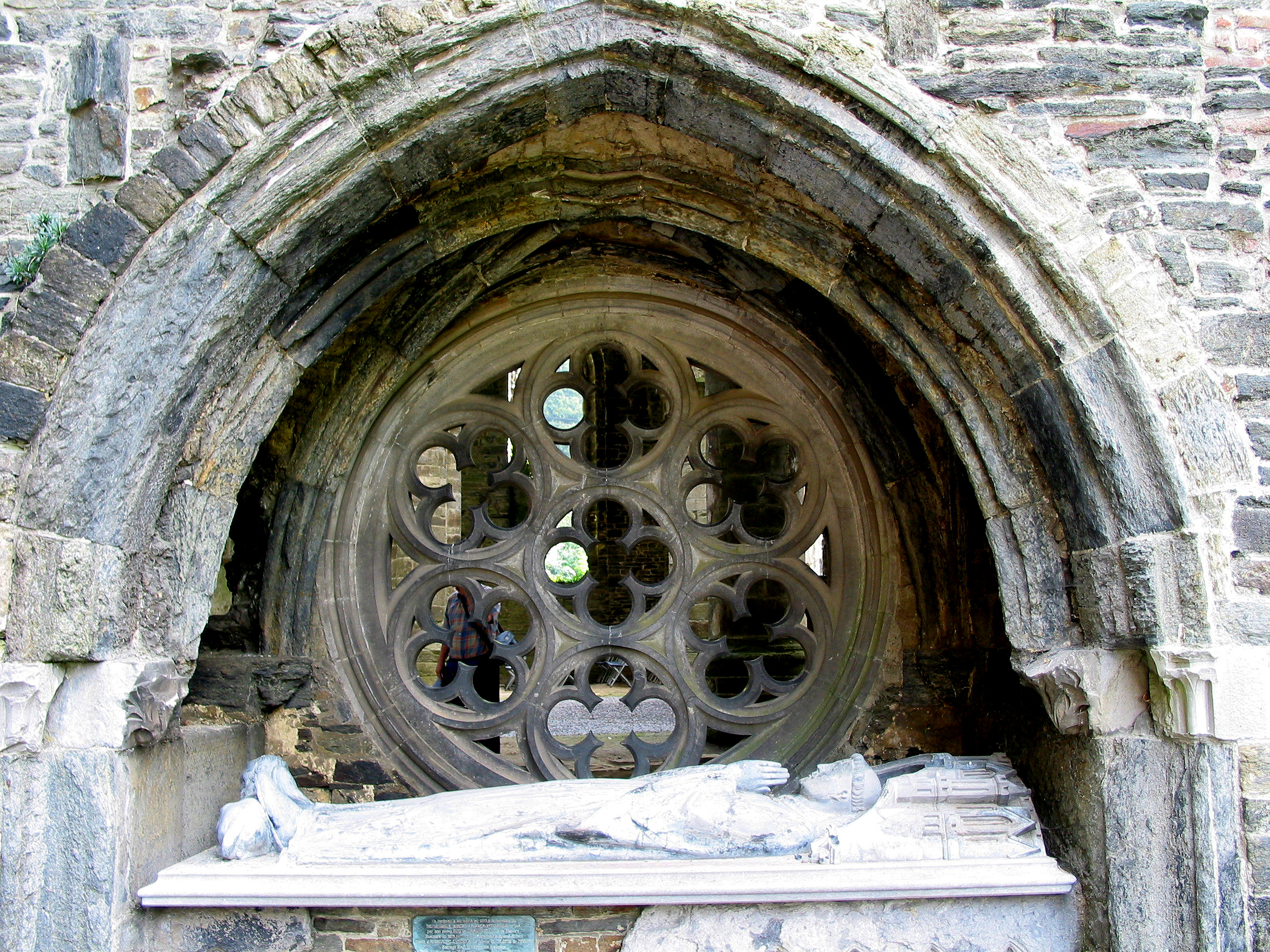
Gisant de saint Gobert, à Villers

Dans l'église Notre-Dame de la Visitation de Villers-la-Ville, un vitrail à son effigie de la seconde partie du vingtième siècle y a été placé.

## Voir Aussi